# Campeonato Sudamericano Femenino Sub-17 de 2016
El Campeonato Sudamericano Femenino Sub-17 de 2016 fue la V edición de este torneo. Se disputó en la ciudad de Barquisimeto, Estado Lara, Venezuela. El campeonato se jugó entre las selecciones nacionales femeninas sub-17 de todos los países cuyas federaciones están afiliadas a la Conmebol.
Los tres primeros lugares obtuvieron una plaza a la Copa Mundial Femenina de Fútbol Sub-17 de 2016 a disputarse en Jordania.

## Equipos participantes
Participaran las diez selecciones nacionales de fútbol afiliadas a la Conmebol.
| Argentina | Bolivia  | Brasil | Colombia | Chile     |
| Ecuador   | Paraguay | Perú   | Uruguay  | Venezuela |

## Sede
| Barquisimeto                      |
| Barquisimeto                      |
| Estadio Metropolitano de Cabudare |
| Capacidad: 47.913                 |
|                                   |

## Primera Fase
Los diez equipos participantes en la primera fase se dividieron en dos grupos de cinco equipos cada uno. Luego de una liguilla simple (a una sola rueda de partidos), pasarán a segunda ronda los equipos que ocuparon las posiciones primera y segunda de cada grupo.
En caso de empate en puntos en cualquiera de las posiciones, la clasificación se determinará siguiendo en orden los siguientes criterios:
- Diferencia de goles.
- Cantidad de goles marcados.
- El resultado del partido jugado entre los empatados.
- Por sorteo.

Los partidos para la primera fase en tanto, fueron sorteados el 27 de enero de 2016, quedando la programación de la siguiente manera:

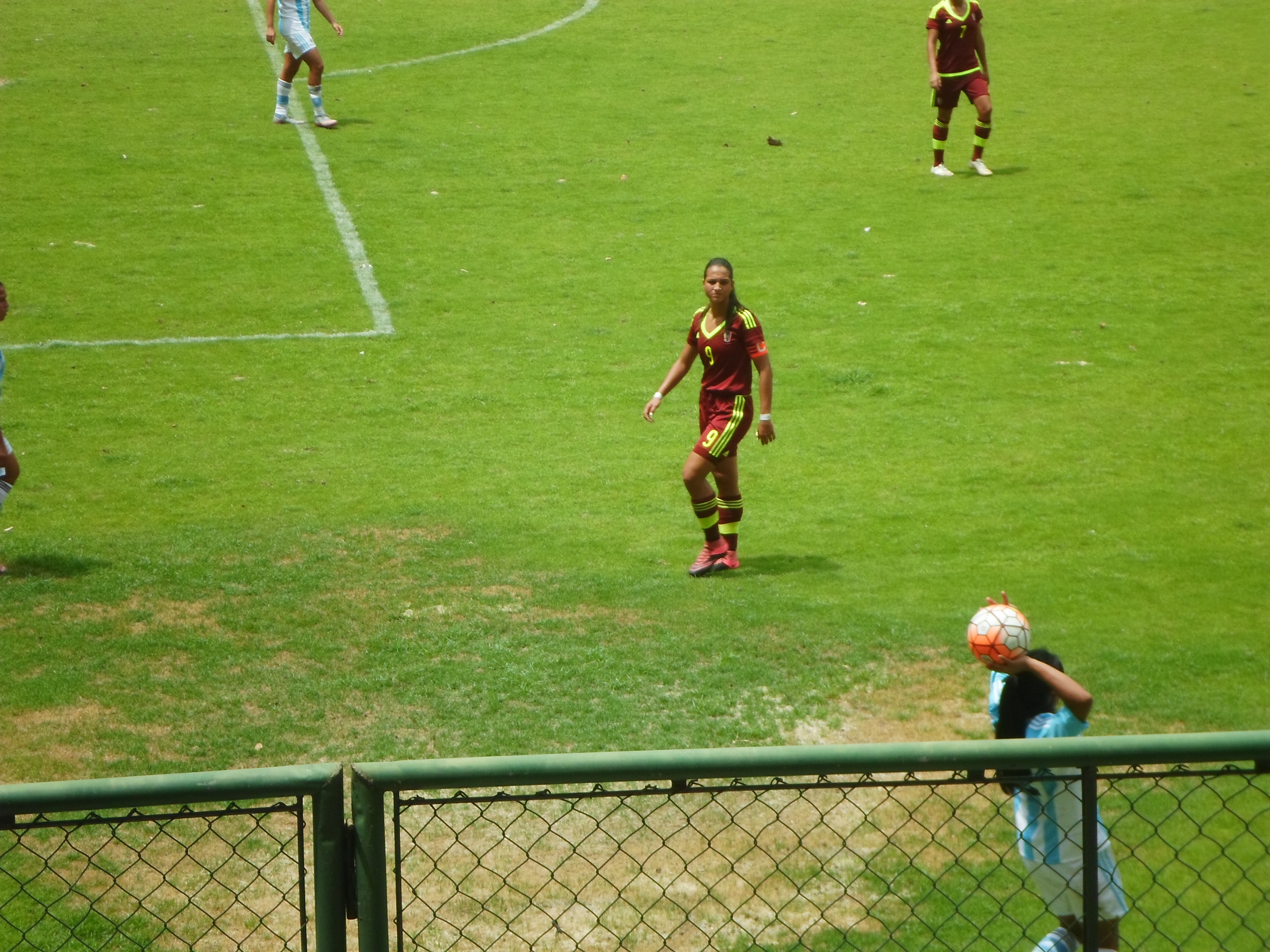
Deyna Castellanos

### Grupo A
| Equipo    | Pts. | PJ | PG | PE | PP | GF | GC | Dif. |
| --------- | ---- | -- | -- | -- | -- | -- | -- | ---- |
| Venezuela | 12   | 4  | 4  | 0  | 0  | 16 | 1  | 15   |
| Paraguay  | 9    | 4  | 3  | 0  | 1  | 13 | 5  | 8    |
| Chile     | 4    | 4  | 1  | 1  | 2  | 5  | 6  | -1   |
| Perú      | 3    | 4  | 1  | 0  | 3  | 2  | 16 | -14  |
| Argentina | 1    | 4  | 0  | 1  | 3  | 2  | 10 | -8   |

| 1 de marzo de 2016 | Paraguay                                       | 3:0 (1:0) | Chile | Estadio Metropolitano de Cabudare, Cabudare |                           |
|                    | Jessica Martínez 30' 60' · Jessica Sánchez 65' | Reporte   |       | Árbitro(s): Edina Batista                   | Árbitro(s): Edina Batista |

| 1 de marzo de 2016 | Venezuela                                      | 3:0 (1:0) | Argentina | Estadio Metropolitano de Cabudare, Cabudare             |                                                         |
|                    | Deyna Castellanos 21' 32' · Sandra Luzardo 65' | Reporte   |           | Asistencia: 2000 espectadores Árbitro(s): María Cornejo | Asistencia: 2000 espectadores Árbitro(s): María Cornejo |

- Equipo libre:  Perú.

| 3 de marzo de 2016 | Argentina       | 1:1 (0:1) | Chile         | Estadio Metropolitano de Cabudare, Cabudare |                         |
|                    | Luana Muñoz 90' | Reporte   | Balmaceda 21' | Árbitro(s): Johana Haro                     | Árbitro(s): Johana Haro |

| 3 de marzo de 2016 | Venezuela | 8:0 (4:0) | Perú | Estadio Metropolitano de Cabudare, Cabudare            |                                                        |
|                    | Deyna Castellanos 20' 46' (pen.) 51' · Daniuska Rodríguez 27' 34' 55' · Jeymar Cabeza 45' · Olimar Castillo 54' | Reporte   |      | Asistencia: 4000 espectadores Árbitro(s): Janette Vera | Asistencia: 4000 espectadores Árbitro(s): Janette Vera |

- Equipo libre:  Paraguay.

| 5 de marzo de 2016 | Paraguay                                                         | 4:1 (0:0) | Perú                | Estadio Metropolitano de Cabudare, Cabudare |  |
|                    | Jessica Martínez 55' (pen.) 69' 83' (pen.) · Dahiana Bogarín 57' | Reporte   | Xioxana Canales 48' |                                             |  |

| 5 de marzo de 2016 | Venezuela                                  | 2:0 (1:0) | Chile | Estadio Metropolitano de Cabudare, Cabudare               |                                                           |
|                    | Deyna Castellanos 6' · Yerliane Moreno 62' | Reporte   |       | Asistencia: 10 000 espectadores Árbitro(s): María Cornejo | Asistencia: 10 000 espectadores Árbitro(s): María Cornejo |

- Equipo libre:  Argentina.

| 7 de marzo de 2016 | Chile                                                      | 4:0 (1:0) | Perú | Estadio Metropolitano de Cabudare, Cabudare |                         |
|                    | Camila Rapimán 37' · Balmaceda 55' · Rachel Padrón 58' 81' | Reporte   |      | Árbitro(s): Johana Haro                     | Árbitro(s): Johana Haro |

| 7 de marzo de 2016 | Paraguay                                                     | 5:1 (3:0) | Argentina          | Estadio Metropolitano de Cabudare, Cabudare |                           |
|                    | Jessica Martínez 09' 45' (pen.) 74' · Katia Martínez 14' 41' | Reporte   | Magali Benítez 71' | Árbitro(s): Edina Batista                   | Árbitro(s): Edina Batista |

- Equipo libre:  Venezuela.

| 9 de marzo de 2016 | Argentina | 0:1 (0:1) | Perú                 | Estadio Metropolitano de Cabudare, Cabudare |                          |
|                    |           | Reporte   | Xiocsana Canales 10' | Árbitro(s): Janette Vera                    | Árbitro(s): Janette Vera |

| 9 de marzo de 2016 | Venezuela                                                           | 3:1 (1:0) | Paraguay             | Estadio Metropolitano de Cabudare, Cabudare             |                                                         |
|                    | Daniuska Rodríguez 8' · Yerliane Moreno 55' · Deyna Castellanos 61' | Reporte   | Fabiola Sandoval 66' | Asistencia: 8000 espectadores Árbitro(s): Viviana Muñoz | Asistencia: 8000 espectadores Árbitro(s): Viviana Muñoz |

- Equipo libre:  Chile.

### Grupo B
| Equipo   | Pts. | PJ | PG | PE | PP | GF | GC | Dif. |
| -------- | ---- | -- | -- | -- | -- | -- | -- | ---- |
| Brasil   | 10   | 4  | 3  | 1  | 0  | 12 | 4  | 8    |
| Colombia | 7    | 4  | 2  | 1  | 1  | 4  | 1  | 3    |
| Uruguay  | 7    | 4  | 2  | 1  | 1  | 5  | 5  | 0    |
| Ecuador  | 4    | 4  | 1  | 1  | 2  | 3  | 6  | -3   |
| Bolivia  | 0    | 4  | 0  | 0  | 4  | 0  | 8  | -8   |

| 2 de marzo de 2016 | Colombia          | 1:0 (0:0) | Bolivia | Estadio Metropolitano de Cabudare, Cabudare |                           |
|                    | Laura Barreto 79' | Reporte   |         | Árbitro(s): Isley Delgado                   | Árbitro(s): Isley Delgado |

| 2 de marzo de 2016 | Brasil                                            | 5:3 (1:3) | Uruguay                                                        | Estadio Metropolitano de Cabudare, Cabudare |                            |
|                    | Kerolin Ferraz 13' 67' · Nycole Silva 58' 62' 80' | Reporte   | Belén Yuvet 34' · Flavia Castel 42' · Deyna Morales 46' (pen.) | Árbitro(s): Zulma Quiñonez                  | Árbitro(s): Zulma Quiñonez |

- Equipo libre:  Ecuador.

| 4 de marzo de 2016 | Uruguay                  | 1:0 (1:0) | Bolivia | Estadio Metropolitano de Cabudare, Cabudare |  |
|                    | Deyna Morales 27' (pen.) | Reporte   |         |                                             |  |

| 4 de marzo de 2016 | Brasil                                                              | 3:1 (1:0) | Ecuador            | Estadio Metropolitano de Cabudare, Cabudare |  |
|                    | Nycole Silva 40' (pen.) · Thais da Silva 48' · Isabela da Silva 51' | Reporte   | Carmen Caicedo 68' |                                             |  |

- Equipo libre:  Colombia.

| 6 de marzo de 2016 | Colombia                                 | 3:0 (1:0) | Ecuador | Estadio Metropolitano de Cabudare, Cabudare |  |
|                    | Maireth Pérez 10' 64' · Laura Chirva 85' | Reporte   |         |                                             |  |

| 6 de marzo de 2016 | Brasil                                                         | 4:0 (3:0) | Bolivia | Estadio Metropolitano de Cabudare, Cabudare |  |
|                    | Bianca Caetano 14' 34' · Ana Vitória 23' · Rayane Oliveira 76' | Reporte   |         |                                             |  |

- Equipo libre:  Uruguay.

| 8 de marzo de 2016 | Bolivia | 0:2 (0:0) | Ecuador                                      | Estadio Metropolitano de Cabudare, Cabudare |                           |
|                    |         | Reporte   | Domenica Rodríguez 55' · Gladys Trujillo 63' | Árbitro(s): Isley Delgado                   | Árbitro(s): Isley Delgado |

| 8 de marzo de 2016 | Colombia | 0:1 (0:0) | Uruguay           | Estadio Metropolitano de Cabudare, Cabudare |                           |
|                    |          | Reporte   | Tamara García 88' | Árbitro(s): Dione Rissios                   | Árbitro(s): Dione Rissios |

- Equipo libre:  Brasil.

| 10 de marzo de 2016 | Uruguay | 0:0     | Ecuador | Estadio Metropolitano de Cabudare, Cabudare |                               |
|                     |         | Reporte |         | Árbitro(s): Elizabeth Tintaya               | Árbitro(s): Elizabeth Tintaya |

| 10 de marzo de 2016 | Brasil | 0:0     | Colombia | Estadio Metropolitano de Cabudare, Cabudare |                             |
|                     |        | Reporte |          | Árbitro(s): Laura Fortunato                 | Árbitro(s): Laura Fortunato |

- Equipo libre:  Bolivia.

## Cuadrangular final

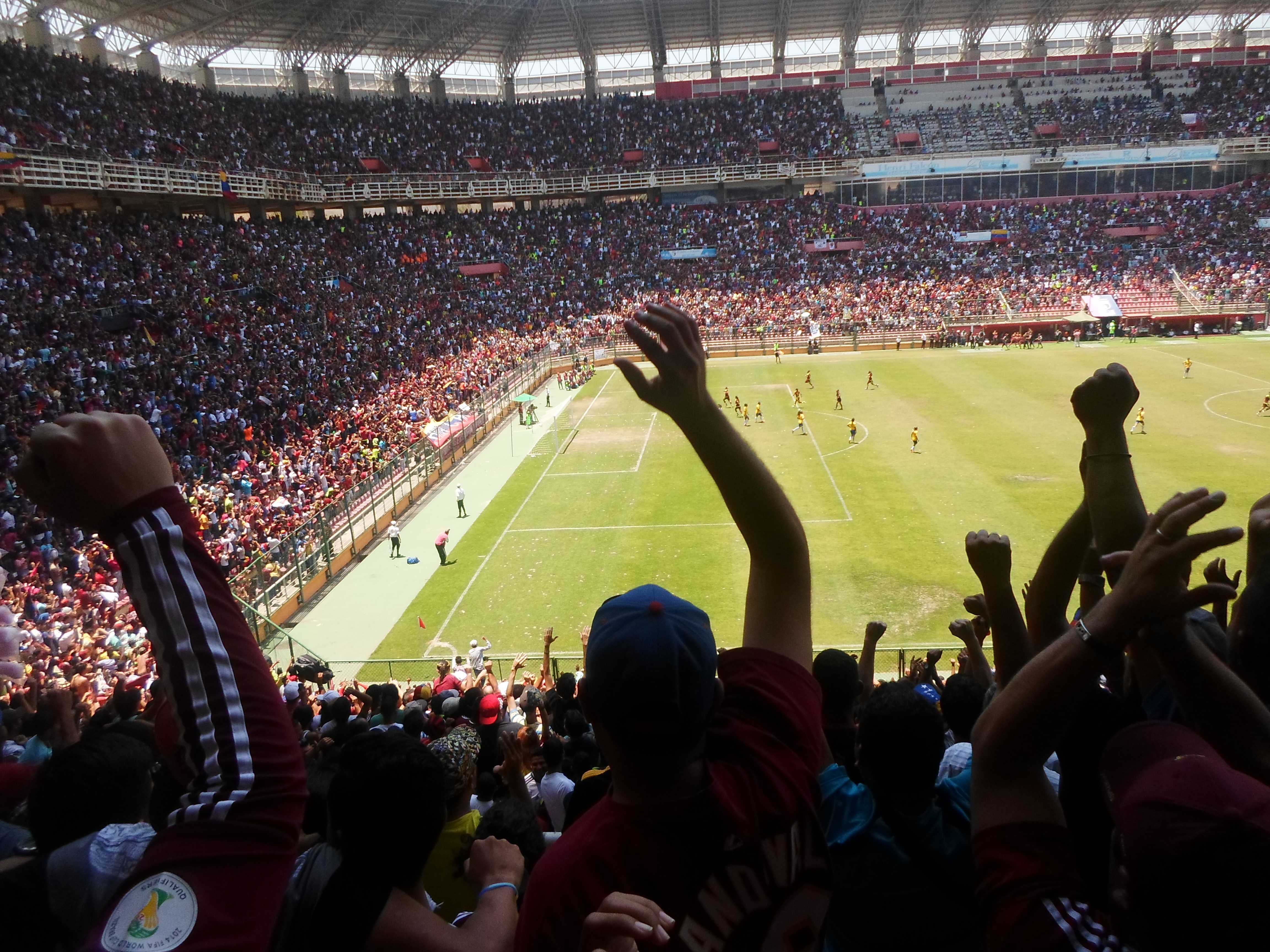
Fanáticos celebrando el gol de Deyna Castellanos en el juego contra Brasil

| Equipo    | Pts. | PJ | PG | PE | PP | GF | GC | Dif |
| --------- | ---- | -- | -- | -- | -- | -- | -- | --- |
| Venezuela | 9    | 3  | 3  | 0  | 0  | 11 | 2  | 9   |
| Brasil    | 6    | 3  | 2  | 0  | 1  | 3  | 1  | 2   |
| Paraguay  | 3    | 3  | 1  | 0  | 2  | 4  | 8  | -4  |
| Colombia  | 0    | 3  | 0  | 0  | 3  | 1  | 8  | -7  |

|  | Clasificado para la Copa Mundial Femenina de Fútbol Sub-17 de 2016. |

| 14 de marzo de 2016, 18:00 (UTC-4:30) | Brasil              | 1:0 (0:0) | Paraguay | Estadio Metropolitano de Cabudare, Cabudare |                           |
|                                       | Angelina Alonso 59' | Reporte   |          | Árbitro(s): Dione Rissios                   | Árbitro(s): Dione Rissios |

| 14 de marzo de 2016, 20:10 (UTC-4:30) | Venezuela                                                                       | 4:0 (3:0) | Colombia | Estadio Metropolitano de Cabudare, Cabudare            |                                                        |
|                                       | Deyna Castellanos 16' · Manuela Vanegas 18' (a.g.) · Daniuska Rodríguez 34' 68' | Reporte   |          | Asistencia: 9000 espectadores Árbitro(s): Janette Vera | Asistencia: 9000 espectadores Árbitro(s): Janette Vera |

| 17 de marzo de 2016 | Brasil                                | 2:0 (1:0) | Colombia | Estadio Metropolitano de Cabudare, Cabudare |                               |
|                     | Kerolin Ferraz 23' · Nycole Silva 76' | [http://www.conmebol.com/es/17032016-1544/brasil-y-venezuela-clasificados-mundial-femenino-sub-17-de-la-fifa (enlace roto disponible en Internet Archive; véase el historial, la primera versión y la última). Reporte] |          | Árbitro(s): Elizabeth Tintaya               | Árbitro(s): Elizabeth Tintaya |

| 17 de marzo de 2016 | Venezuela                                                           | 6:2 (3:0) | Paraguay                   | Estadio Metropolitano de Cabudare, Cabudare             |                                                         |
|                     | Moreno 21' 29' · Castellanos 27' 54' (pen.) 83' · Cabeza 86' (pen.) | [http://www.conmebol.com/es/17032016-1544/brasil-y-venezuela-clasificados-mundial-femenino-sub-17-de-la-fifa (enlace roto disponible en Internet Archive; véase el historial, la primera versión y la última). Reporte] | Bogarín 80' · Fretes 90+2' | Asistencia: 15 000 espectadores Árbitro(s): Johana Haro | Asistencia: 15 000 espectadores Árbitro(s): Johana Haro |

| 20 de marzo de 2016 | Paraguay                        | 2:1 (2:1) | Colombia            | Estadio Metropolitano de Cabudare, Cabudare |                                   |
|                     | Jessica Martinez 28' (pen.) 37' | Reporte   | Manuela Vanegas 19' | Árbitro(s): María Laura Fortunato           | Árbitro(s): María Laura Fortunato |

| 20 de marzo de 2016 | Venezuela             | 1:0 (0:0) | Brasil | Estadio Metropolitano de Cabudare, Cabudare               |                                                           |
|                     | Deyna Castellanos 55' | Reporte   |        | Asistencia: 45 321 espectadores Árbitro(s): María Cornejo | Asistencia: 45 321 espectadores Árbitro(s): María Cornejo |

|                              |
| Bandera de Venezuela         |
| Campeón Venezuela 2.º título |

## Clasificados aJordania 2016
| Venezuela | Brasil | Paraguay |
| --------- | ------ | -------- |

## Estadísticas

### Tabla general
A continuación se muestra la tabla de posiciones segmentada acorde a las fases alcanzadas por los equipos.
| Pos. | Equipo    | Pts | PJ | PG | PE | PP | GF | GC | Dif. | Rend.  |
| ---- | --------- | --- | -- | -- | -- | -- | -- | -- | ---- | ------ |
| 1    | Venezuela | 21  | 7  | 7  | 0  | 0  | 27 | 3  | +24  | 100%   |
| 2    | Brasil    | 16  | 7  | 5  | 1  | 1  | 15 | 5  | +10  | 76,19% |
| 3    | Paraguay  | 12  | 7  | 4  | 0  | 3  | 17 | 13 | +4   | 57,14% |
| 4    | Colombia  | 7   | 7  | 2  | 1  | 4  | 5  | 9  | -4   | 33,33% |
| 5    | Uruguay   | 7   | 4  | 2  | 1  | 1  | 5  | 5  | 0    | 58,33% |
| 6    | Chile     | 4   | 4  | 1  | 1  | 2  | 5  | 6  | -1   | 33,33% |
| 7    | Ecuador   | 4   | 4  | 1  | 1  | 2  | 3  | 6  | -3   | 33,33% |
| 8    | Perú      | 3   | 4  | 1  | 0  | 3  | 2  | 16 | -14  | 25%    |
| 9    | Argentina | 1   | 4  | 0  | 1  | 3  | 2  | 10 | -8   | 8,33%  |
| 10   | Bolivia   | 0   | 4  | 0  | 0  | 4  | 0  | 8  | -8   | 0%     |

### Goleadoras
| Jugadora           | Selección | Goles |
| ------------------ | --------- | ----- |
| Deyna Castellanos  | Venezuela | 12٭   |
| Jessica Martínez   | Paraguay  | 10    |
| Daniuska Rodríguez | Venezuela | 6     |
| Nycole Silva       | Brasil    | 5     |
| Yerliane Moreno    | Venezuela | 4     |
| Kerolin Ferraz     | Brasil    | 3     |

٭Nuevo Récord en el torneo Sudamericano Femenino de Fútbol Sub-17.

### Asistentes

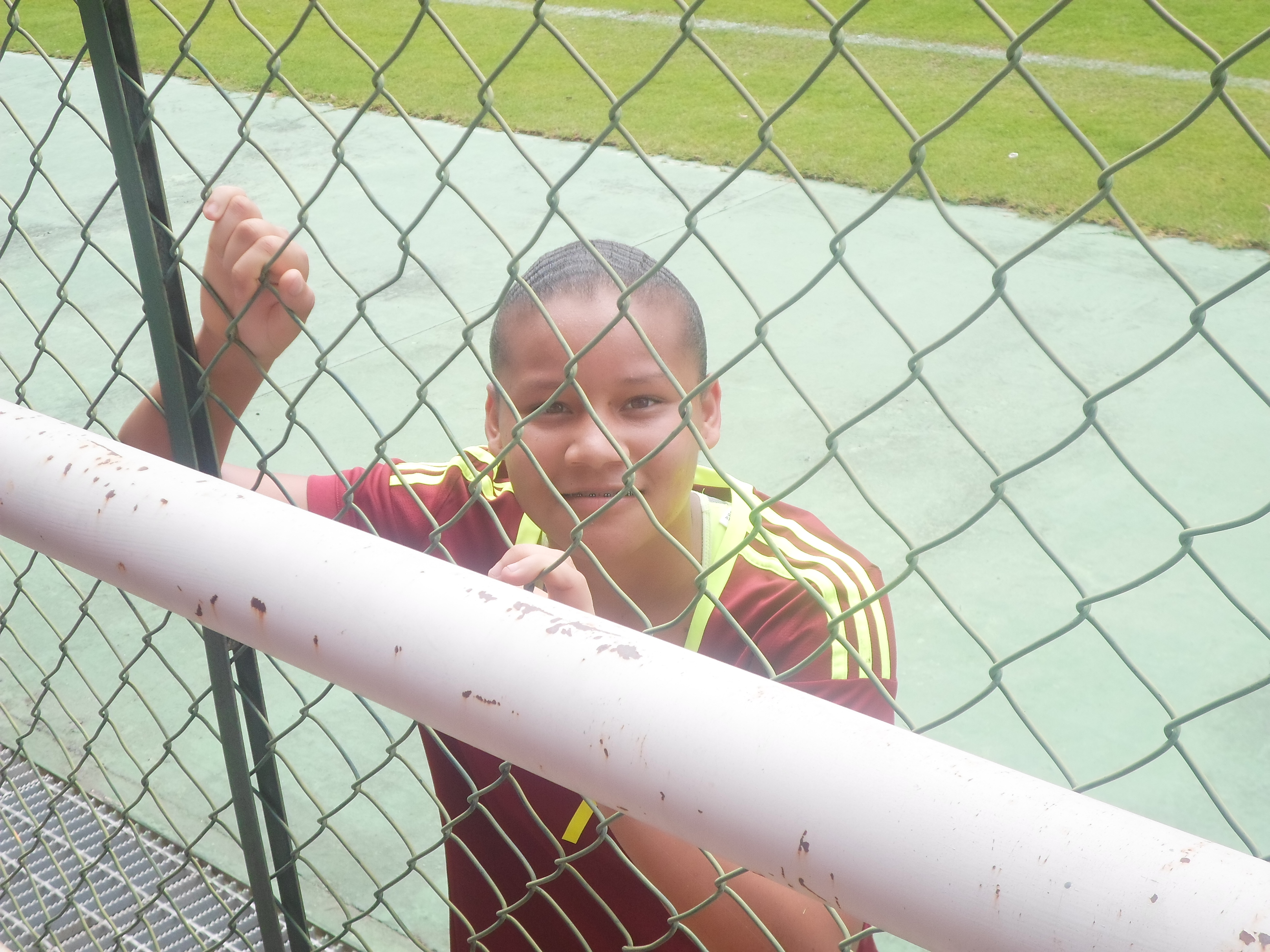
Daniuska Rodríguez líder en asistencias del Campeonato con 9

| Jugadora           | Selección | Asist. |
| ------------------ | --------- | ------ |
| Daniuska Rodríguez | Venezuela | 9      |
| Deyna Castellanos  | Venezuela | 2      |
| Nycole Silva       | Brasil    | 2      |

### Autogoles
| Jugadora        | Selección | Goles |
| --------------- | --------- | ----- |
| Manuela Vanegas | Colombia  | 1     |

### Tripletas o más
A continuación se detallan los tripletes conseguidos durante el campeonato.
| Fecha      | Jugadora           | Goles           | Local     |  | Resultado |  | Visitante |  |
| ---------- | ------------------ | --------------- | --------- |  | --------- |  | --------- |  |
| 02-03-2016 | Nycole Silva       | 17' · 20' · 61' | Brasil    |  | 5:3       |  | Uruguay   |  |
| 03-03-2016 | Deyna Castellanos  | 17' · 20' · 61' | Venezuela |  | 8:0       |  | Perú      |  |
| 03-03-2016 | Daniuska Rodríguez | 17' · 20' · 61' | Venezuela |  | 8:0       |  | Perú      |  |
| 05-03-2016 | Jessica Martínez   | 17' · 20' · 61' | Paraguay  |  | 4:1       |  | Perú      |  |
| 07-03-2016 | Jessica Martínez   | 17' · 20' · 61' | Paraguay  |  | 5:1       |  | Argentina |  |
| 17-03-2016 | Deyna Castellanos  | 17' · 20' · 61' | Venezuela |  | 6:2       |  | Paraguay  |  |